# Traian (gmina w okręgu Braiła)
Traian – gmina w Rumunii, w okręgu Braiła. Obejmuje miejscowości Căldărușa, Silistraru, Traian i Urleasca. W 2011 roku liczyła 3339 mieszkańców. 